# Carpodacus verreauxii
Carpodacus verreauxii là một loài chim trong họ Fringillidae.